# Scutelliseta swaziana
Scutelliseta swaziana är en tvåvingeart som beskrevs av Richards 1968. Scutelliseta swaziana ingår i släktet Scutelliseta och familjen hoppflugor.
Artens utbredningsområde är Swaziland. Inga underarter finns listade i Catalogue of Life.